# Laccobius (Laccobius)
Laccobius (Laccobius) – podrodzaj chrząszczy z rodziny kałużnicowatych, plemienia Laccobiini i rodzaju kaługowiec. Obejmuje 30 opisanych gatunków.

## Morfologia
Chrząszcze o owalnym w zarysie, co najwyżej umiarkowanie wysklepionym ciele o długości mieszczącej się w przedziale od 1,6 do 3,9 mm, z wierzchu ubarwionym żółtawo z ciemną, metaliczną plamą pośrodku przedplecza oraz ciemnym wzorem na pokrywach. Pokrywy mają łącznie około 20 rzędów, składających się z mniej więcej jednakowych rozmiarów i jednakowo rozmieszczonych punktów. Przód śródpiersia jest zwężony, a środek ma wyraźnie wyniesione podłużne żeberko (kil) lub wyrostek. Odnóża tylnej pary mają odłączone od ud krętarze i zakrzywione golenie.

## Taksonomia
Takson ten wprowadzony został w 1837 roku przez Wilhelma Ferdinanda Erichsona. Gatunkiem typowym wyznaczono opisaną w 1758 roku przez Karola Linneusza Chrysomela minuta. Konieczność wyróżnienia podrodzaju nominatywnego zaistniała w 1925 roku w związku z obniżeniem przez Armanda d’Orchymonta Notoberosus do rangi podrodzaju w obrębie rodzaju kaługowiec.
Do podrodzaju tego zalicza się 30 opisanych gatunków:

- Laccobius agilis (Randall, 1838)
- Laccobius albipes Kuwert, 1890
- Laccobius arenarius Cheary, 1971
- Laccobius arrowi Orchymont, 1925
- Laccobius bedeli Sharp, 1884
- Laccobius bicaudatus Gentili, 1981
- Laccobius binotatus Orchymont, 1934
- Laccobius borealis Cheary, 1971
- Laccobius bruesi Cheary, 1971
- Laccobius carri Orchymont, 1942
- Laccobius cinereus Motschulsky, 1860
- Laccobius colon (Stephens, 1829)
- Laccobius decipiens Gentili, 1981
- Laccobius exspectans Gentili, 1980
- Laccobius fuscipunctatus Hilsenhoff, 1995
- Laccobius hardyi Cheary, 1971
- Laccobius inopinus Gentili, 1980
- Laccobius kunashiricus Shatrovskiy, 1984
- Laccobius mineralis Winterbourn, 1970
- Laccobius minutoides Orchymont, 1942
- Laccobius minutus (Linnaeus, 1758)
- Laccobius nevadensis Miller, 1965
- Laccobius nobilis Gentili, 1979
- Laccobius occidentalis Cheary, 1971
- Laccobius oceanicus Gentili, 1991
- Laccobius piceus Fall, 1922
- Laccobius reflexipenis Cheary, 1971
- Laccobius spangleri Cheary, 1971
- Laccobius teneralis Cheary, 1971
- Laccobius truncatipenis Miller, 1965